# Філосторгій
Філосторгій (грец. Φιλοστόργιος; 368 — 439) — історик аномеянської церкви IV і V століть.

## Життєпис
Про його життя відомо дуже мало. Він народився в Бориссі, Каппадокії в родині Євлампії та Картерія, з двадцяти років жив у Константинополі. Кажуть, що він походив з аріанської родини, а в Константинополі незабаром приєднався до Євномія Кизикського, який отримав багато похвал від Філосторгія за свою роботу.
Він написав історію аріанської суперечки під назвою «Історія Церкви» (грец. Ἐκκλησιαστικὴ ἱστορία). Оригінал Філосторгія з’явився між 425 і 433 роками, тобто трохи раніше за «Історію Сократа Константинопольського», і був утворений у дванадцяти томах, об’єднаних у дві книги. Оригінал зараз втрачено. Однак один примірник знайшов історик IX століття Фотій у своїй бібліотеці в Константинополі, який написав його втілення. Інші також запозичили у Філосторгія, зокрема, автор Артемія Пасіо (Артемій був легендарним мучеником Юліана Відступника), і тому, незважаючи на остаточне зникнення оригінального тексту, можна скласти певне уявлення про те, що він містить перегляд втілення та інших посилань. Ця реконструкція того, що могло бути в тексті, була вперше опублікована німецькою мовою бельгійським філологом Жозефом Бідезом у 1913 році; третє, перероблене видання його роботи, виконане Фрідгельмом Вінкельманом, було опубліковано в 1981 році; це видання нещодавно було перекладено англійською Філіпом Р. Амідоном.
Він також написав трактат проти Порфирія, який повністю втрачено.

## Видання
- Bruno Bleckmann, Markus Stein (ed.): Philostorgios Kirchengeschichte (= Kleine und fragmentarische Historiker der Spätantike E 7). 2 vols. Ferdinand Schöningh, Paderborn 2015, ISBN 978-3-506-78199-4.
- Philostorgius, Kirchengeschichte. Mit dem Leben des Lucian von Antiochien und den Fragmenten eines arianischen Historiographen, edited by Joseph Bidez and revised by Friedhelm Winkelmann, GCS (Berlin: Akademie-Verlag, 1981).
- Philostorgius Church History, editor and translator Philip R. Amidon, S.J. (Atlanta: Society of Biblical Literature, 2007).
- Photios, Epitome of the Ecclesiastical History of Philostorgius, tr Edward Walford, (London: Henry G. Bonn, 1855)

## Подальше читання
дослідження
- Bruno Bleckmann, "Apokalypse und kosmische Katastrophen: Das Bild der theodosianischen Dynastie beim Kirchenhistoriker Philostorg," in Brandes, Wolfram / Schmieder, Felicitas (hg), Endzeiten. Eschatologie in den monotheistischen Weltreligionen (Berlin, de Gruyter, 2008) (Millennium-Studien / Millennium Studies / Studien zu Kultur und Geschichte des ersten Jahrtausends n. Chr. / Studies in the Culture and History of the First Millennium C.E., 16), 13–40.